# Mangustka
Mangustka (Crossarchus) – rodzaj ssaków z podrodziny Mungosinae w obrębie rodziny mangustowatych (Herpestidae).

## Rozmieszczenie geograficzne
Rodzaj obejmuje gatunki występujące w środkowej i zachodniej Afryce.

## Morfologia
Długość ciała (bez ogona) 30–44 mm, długość ogona 14,6–31,7 mm, długość tylnej stopy 6–9,1 cm, długość ucha 1,9–4 cm; masa ciała 0,4–2 kg.

## Systematyka
Rodzaj zdefiniował w 1825 roku francuski przyrodnik i paleontolog Frédéric Cuvier w publikacji, której współautorem był francuski przyrodnik Étienne Geoffroy Saint-Hilaire, zatytułowanej Historia naturalna ssaków: z oryginalnymi, kolorowymi rysunkami przedstawiającymi żywe zwierzęta. Gatunkiem typowym jest (oznaczenie monotypowe) mangustka długonosa (C. obscurus).

### Etymologia
Crossarchus: gr. κροσσοι krossoi ‘frędzle’; αρχος arkhos ‘odbytnica’.

### Podział systematyczny
Do rodzaju należą następujące występujące współcześnie gatunki:
| Grafika | Gatunek                   | Autor i rok opisu           | Nazwa zwyczajowa      | Podgatunki         | Rozmieszczenie geograficzne | Podstawowe wymiary                         | Status IUCN |
| ------- | ------------------------- | --------------------------- | --------------------- | ------------------ | --- | ------------------------------------------ | ----------- |
|         | Crossarchus alexandri     | O. Thomas & Wroughton, 1907 | mangustka kongijska   | gatunek monotypowy | Afryka Środkowa w Demokratycznej Republice Konga i Ugandzie; zakres wysokości: 1500–2900 m n.p.m.                                                                       | DC: 35–44 cm DO: 22–32 cm MC: 1–2 kg       | LC          |
|         | Crossarchus ansorgei      | O. Thomas, 1910             | mangustka angolska    | 2 podgatunki       | środkowa Afryka w Demokratycznej Republice Konga (Kotlina Konga) i północna Angola                                                                                      | DC: 32–36 cm DO: 21–22 cm MC: 0,6–1,5 kg   | LC          |
|         | Crossarchus obscurus      | F. Cuvier, 1825             | mangustka długonosa   | gatunek monotypowy | zachodnia Afryka w Gwinei, Sierra Leone, Liberii, Wybrzeżu Kości Słoniowej i Ghanie; zakres wysokości: 0–1500 m n.p.m.                                                  | DC: 30–37 cm DO: 14,6–21 cm MC: 0,4–1 kg   | LC          |
|         | Crossarchus platycephalus | C.A. Goldman, 1984          | mangustka płaskogłowa | gatunek monotypowy | zachodnia i środkowa Afryka w Beninie, Nigerii, Kamerunie, Republice Środkowoafrykańskiej, Gwinei Równikowej i Kongu; być może Gabon; zakres wysokości: 0–1600 m n.p.m. | DC: 30–36 cm DO: 15,6–21 cm MC: 0,5–1,5 kg | LC          |

Kategorie IUCN:  LC  – gatunek najmniejszej troski.
Opisano również gatunek wymarły z plejstocenu dzisiejszej Południowej Afryki:
- Crossarchus transvaalensis R. Broom, 1937